# Fortuna Foothills
Fortuna Foothills – jednostka osadnicza w Stanach Zjednoczonych, w stanie Arizona, w hrabstwie Yuma.